# Alcazaba

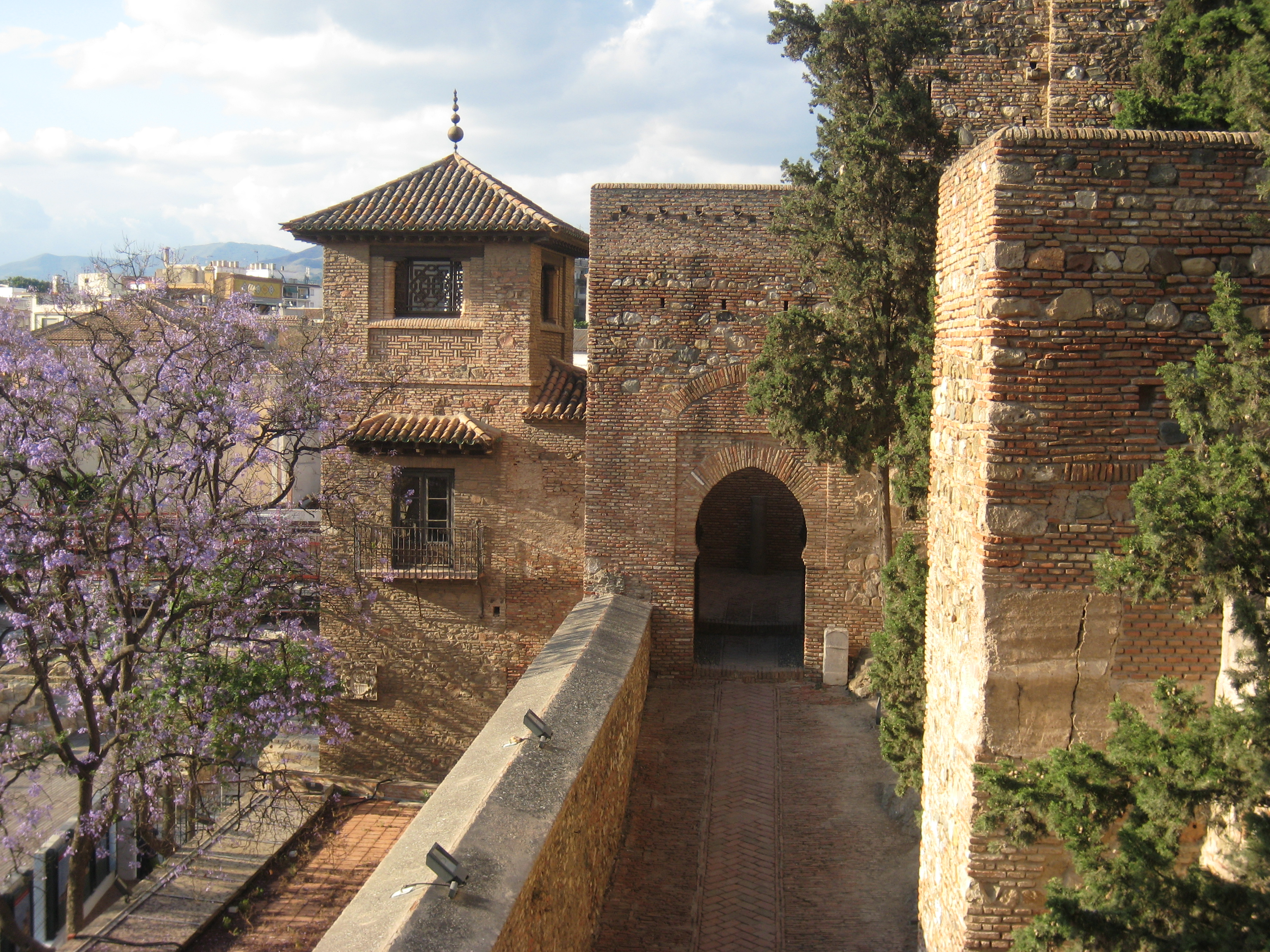
Alcazaba de Málaga

Een alcazaba, alcáçova of alcassaba is een Moorse fortificatie in Spanje en Portugal. Het woord is afgeleid van het Arabische woord القصبة (al-qasbah).

## Lijst van alcazaba's
- Alcazaba de Almería
- Alcazaba de Antequera
- Alcazaba de Badajoz
- Alcazaba de Guadix
- Alcazaba de Málaga
- Alcazaba de Mérida